# Un monde psychédélique
Pour plus de détails, voir Fiche technique et Distribution.
Un monde psychédélique (Psych-Out) est un film psychédélique américain réalisé par Richard Rush et sorti en 1968.
Produit par AIP, le film est tourné en octobre et novembre 1967 à Haight-Ashbury (San Francisco) et aborde les thèmes du mouvement hippie, de la musique psychédélique et des drogues hallucinogènes. L'histoire met en scène Jenny, une jeune fille sourde qui prend la route pour rejoindre son frère Steve dont elle a reçu une carte postale énigmatique et qui avait fui avant elle la maison familiale; un groupe de musiciens en devenir prend la jeune fugueuse sous son aile et l'abrite dans une communauté hippie, tout en l'aidant dans ses recherches.

## Synopsis
Jenny est une fugueuse sourde qui arrive dans le quartier Haight-Ashbury de San Francisco à la recherche de son frère Steve. Elle rencontre Stoney et son groupe hippie Mumblin' Jim dans un café. Les garçons la cachent de la police et l'aident à rechercher son frère. Le groupe est contacté par un promoteur qui leur propose de se produire dans une salle appelée Ballroom.
L'artiste Warren, qui a conçu les affiches psychédéliques annonçant le groupe, est en train de paniquer dans sa galerie. En l'aidant, Jenny remarque dans un coin une grande sculpture ressemblant à des flammes abstraites et la reconnaît comme étant l'œuvre de son frère. Le galeriste explique que l'artiste est connu sous le nom de « l'Attrapeur », un prédicateur itinérant. Dave, un ancien membre du groupe, pourrait savoir où se trouve actuellement l'Attrapeur. Les informations de Dave conduisent le gang à une casse, où Jenny reconnaît la voiture de son frère. Un groupe de voyous qui fréquente la casse accoste le groupe et menace de violer Jenny. Un combat s'ensuit et le groupe s'en sort de justesse.
Dans la maison surpeuplée de Stoney, la vie quotidienne des hippies est loin d'être idéale. Les résidents sont tous occupés à la contemplation, au sexe, au sommeil, à la danse ou à la décoration, mais ils ne font que peu de ménage ou d'entretien. Jenny essaie de laver la montagne de vaisselle dans la cuisine et découvre que la plomberie est cassée. Découragée, elle part se promener. Stoney part à sa recherche et se retrouve à la galerie d'art, où il entend du verre brisé et se glisse à l'intérieur. Steve, alias le Sourcier, est retourné à la galerie d'art pour récupérer sa sculpture. Il est heureux que Jenny le cherche, mais il déclare qu'il est drogué et qu'il veut être sobre quand ils se rencontreront. Il explique à Stoney que la surdité de Jenny est le résultat d'un traumatisme causé par leur mère abusive.
La représentation au Ballroom est un succès. L'Attrapeur se présente, espérant voir Jenny, mais les voyous de la casse le poursuivent jusqu'à sa maison. Lors d'une soirée d'après spectacle, Dave offre à Jenny un verre de jus d'orange au STP. Stoney entre et crie avec colère sur Jenny. Le cœur brisé, Jenny accepte le verre de jus de fruit de Dave et le boit presque entièrement. Jenny explique à nouveau qu'elle cherche Steve, et Dave sort de sa poche une note contenant une adresse et les mots « Dieu est dans la flamme ». Jenny sort en courant et prend un tramway pour se rendre à l'adresse, suivie de près par Stoney et Dave, en plein trip psychédélique.
Poursuivi par les voyous de la casse jusqu'à sa maison, Steve allume un feu à l'intérieur de son sanctuaire. Jenny arrive juste à temps pour le voir debout au milieu des flammes, absorbé dans sa prière ; il la voit, mais se contente de sourire et de faire un signe de la main. Dans son chagrin et sa confusion, elle court sur le toit, a des hallucinations et se retrouve au milieu du pont du Golden Gate, avec des voitures qui lui foncent dessus dans les deux sens. Elle se met les mains sur les oreilles, et Dave et Stoney la trouvent. Dave la pousse hors de la trajectoire d'une voiture arrivant en sens inverse mais il ne peut éviter d'être lui-même percuté et tué. Alors qu'il agonise, il murmure qu'il espère que ce voyage sera aussi un bon voyage. Ecœurée et en colère, Jenny tente de partir, mais Stoney la prend dans ses bras. Le film s'achève sur un moment où les deux amis s'étreignent et pleurent.

## Fiche technique
- Titre français : Un monde psychédélique[1]
- Titre original : Psych-Out
- Réalisation : Richard Rush
- Scénario : E. Hunter Willett, Betty Ulius
- Photographie : László Kovács
- Musique : Ronald Stein
- Production : Dick Clark et Norman T. Herman
- Société de production : American International Pictures
- Pays de production :  États-Unis
- Langue originale : anglais américain
- Format : Couleurs - 1,85:1 - Mono
- Genre : drame psychédélique
- Durée : 101 minutes
- Date de sortie :
  - États-Unis : 6 mars 1968
  - France : 1970[1] ; 11 septembre 2009 (L'Étrange Festival)

## Distribution
- Susan Strasberg : Jenny Davis
- Dean Stockwell : Dave
- Jack Nicholson (VF : Georges Poujouly) : Stoney
- Bruce Dern : Steve Davis
- Adam Roarke : Ben
- Max Julien : Elwood
- Henry Jaglom : Warren
- Ken Scott : le prédicateur
- Garry Marshall : l'homme en civil
- Jimi Hendrix : Lui-même
- The Seeds : Eux-mêmes
- Sky Saxon : Lui-même
- Strawberry Alarm Clock : Eux-mêmes

## Production
Dick Clark, qui a produit le film, a écrit dans ses mémoires qu'il avait insisté pour que le film porte un message anti-drogue :
« ... because I'd seen the kids in the hippie commune living in awful squalor. In the film you see scenes where it’s all wonderful, they’re all stoned-out having a great time. Then there’s the morning-after scene — the garbage lying around, a roach crawling through the food, a half-eaten orange crawling with maggots... If you saw it [the film] today you’d say it was a reasonably accurate view of what was going on then. »
— Dick Clark

« ... parce que j'avais vu des jeunes issus d'une communauté hippie vivrent dans une misère noire. Dans le film, on voit des scènes où tout est merveilleux, où ils sont tous défoncés et s'amusent comme des fous. Puis il y a la scène du lendemain - les ordures qui traînent, un cafard qui rampe dans la nourriture, une orange à moitié mangée qui grouille d'asticots... Si vous le voyiez [le film] aujourd'hui, vous diriez que c'est une vision raisonnablement fidèle de ce qui se passait à l'époque. »
Le film s'intitulait à l'origine The Love Children, mais il a été modifié à la demande des distributeurs qui craignaient que le public ne pense qu'il s'agissait d'un « film sur les enfants adultérins. Le producteur Samuel Z. Arkoff a trouvé le nouveau titre de Psych-Out en se basant sur une ressortie de Psychose (Psycho), le film d'Hitchcock.
Les effets spéciaux du film ont été créés par le coordinateur de cascades Gary Kent.
La majorité des chansons du film et de l'album de la bande originale ont été interprétées par les Storybook, un groupe de garage rock de la vallée de San Fernando. La version de « The Pretty Song from Psych-Out » qui figure sur l'album de la bande originale du film a été enregistrée par les Storybook, mais la version entendue dans le film est celle de Strawberry Alarm Clock.

## Exploitation
La version du réalisateur Richard Rush, d'une durée de 101 minutes, a été réduite à 82 minutes par les producteurs, une version qui a été publiée en DVD par Fox Video en 2003. La version VHS de HBO Video propose une version de 98 minutes. Le 17 février 2015, une version du réalisateur de 101 minutes est sorti en DVD et Blu-ray.